# Siemens-Schuckert D.III
Le Siemens-Schuckert D.III est un avion de chasse allemand de la Première Guerre mondiale. Il était intégralement fabriqué par des filiales du groupe Siemens fondé en 1847 : sa cellule était fabriquée par Siemens-Schuckert Werke (SSW) et son moteur par Siemens & Halske (Sh).
Ce biplan à hautes performances, surtout en altitude, vit toutefois sa carrière prometteuse entravée par des problèmes de moteur, et finalement peu d'exemplaires furent engagés au combat.

## Conception

### D.I de série
Conçu à partir du Nieuport 11 français, le premier chasseur fabriqué pendant la Première Guerre mondiale par la firme Siemens-Schuckert Werke (SSW) fut désigné D.I. Il était doté d'une hélice de grande taille à faible vitesse de rotation. Le fuselage rigidifié par quatre longerons avait les flancs plats. Les premiers modèles avaient un nez busqué peu élégant, mais on adopta rapidement une casserole d'hélice généreusement dimensionnée.
Avec sa vitesse maximale de 155 km/h et sa seule mitrailleuse Spandau synchronisée, le SSW D.I était sans doute un excellent chasseur de remplacement, et la firme Siemens-Schuckert reçut en novembre 1916 une première commande de 150 avions, suivie en mars 1917 par une seconde commande de 170 avions. Malheureusement, le moteur Siemens & Halske Sh.I se révéla décevant. Sa mécanique complexe ralentit tellement la production que la seconde commande fut annulée en juillet 1917. D'ailleurs à cette date le chasseur était totalement surclassé par ses adversaires. La série des SSW D.I s'arrêta donc après le 95e exemplaire. Ils servirent au sein des Jasta 1, 2, 3, 4, 5, 7, 9, 11 et 14.

### D.I expérimentaux
Après l'arrêt de la production du D.I, de nombreuses cellules restèrent inutilisées. Certains appareils furent modifiés :
- avec une surface alaire augmentée (un appareil désigné D.Ia),
- avec un moteur plus puissant atteignant 140 ch (deux appareils désignés D.Ib),
- avec une voilure monoplan non haubanée (D.Ic en juin 1917),
- avec une voilure triplan (Dr.I en juillet 1917),
- et même un étrange avion désigné DDr.I (en) mais qui reçut le sobriquet d'« œuf volant », triplan push-pull avec le pilote coincé entre un moteur tractif à l'avant et un moteur propulsif à l'arrière. Cet appareil s'écrasa à son premier vol en novembre 1917[2].

### D.II
Un nouvel avion fut conçu autour du nouveau moteur rotatif Siemens & Halske Sh.III de 160 ch. Ce moteur à onze cylindres possédait un rapport poids/puissance satisfaisant et un excellent rendement à haute altitude du fait de son taux de compression élevé. De plus, par sa rotation inverse de celle de l'hélice à 900 tr/min, le moteur avait une vitesse combinée de 1 800 tr/min qui conférait à l'hélice une remarquable efficacité. L'effet gyroscopique inhérent aux moteurs rotatifs était totalement compensé, si bien que les virages à droite ou à gauche pouvaient être effectués avec la même aisance. Cette dernière caractéristique était des plus précieuses en combat aérien. La vitesse de ce moteur à deux magnétos était contrôlée par une manette des gaz très sensible permettant de passer de  350 à 900 tr/min, un avantage considérable sur les moteurs rotatifs habituels qui n'avaient que deux vitesses : la marche et l'arrêt. Bien sûr la mise au point de ce moteur prit du temps. Mais son refroidissement dépendait de l'air admis par les ouïes frontales du capotage. Si les moteurs rotatifs conventionnels tournaient à grande vitesse, assurant de ce fait un refroidissement suffisant, avec le Sh.III qui tournait lentement le problème de surchauffe des cylindres se posait. De plus, l'Allemagne souffrait d'une pénurie de matières premières. L'huile de ricin utilisée comme lubrifiant manquait. Les lubrifiants ayant de mauvais indices de viscosité supportaient mal les fortes températures. Ces huiles de qualité moindre n'étaient guère compatibles avec le Sh.III. Siemens & Halske ne devait jamais parvenir à résoudre ces difficultés qui affectèrent gravement la production des avions.
Le D.II possédait un court fuselage de section cylindrique lui donnant une allure agressive, et une assiette au sol très cambrée en raison du diamètre important de l'hélice bipale. Les essais en vol confirmèrent que le D.II était un exceptionnel grimpeur, qui monta en août 1917 à 5 000 mètres en 15 minutes 30 secondes, et à 7 000 mètres en un peu plus de 35 minutes. Trois autres avions expérimentaux furent commandés : le D.IIc à voilure raccourcie à 8,50 m (kurz), le D.IIc à voilure agrandie à 9,00 m (lang) et le D.IIe. Ces appareils furent renommés D.III en octobre 1917.

### D.III
Le D.III fut commandé en série, une première série de 20 appareils puis un second contrat de 30 appareils supplémentaires en février 1918. Il comportait quelques modifications, dont une nouvelle hélice quadripale de plus faible diamètre, autorisant l'installation d'un train d'atterrissage plus court. Cette modification fut appréciée par les pilotes car le D.III avait une vitesse d'atterrissage élevée.
Ce biplan se caractérisait par un fuselage de section circulaire qui se terminait en pointe sous l'empennage. Son aspect déconcertait de prime abord, car il différait singulièrement des fuselages à section rectangulaire des Fokker et des élégants fuseaux Albatros. La rigidité de ce fuselage recouvert de contreplaqué était remarquable, mais les cadres circulaires du fuselage étaient plus longs à usiner que les tubes simplement entoilés des Fokker D.VII et D.VIII.

## Engagements
Après avoir partiellement résolu les problèmes de moteur, la firme Siemens-Schuckert produisit en série 50 D.III, qui furent utilisés sur le front en tant qu'intercepteurs à grande vitesse ascensionnelle. Leur maniabilité souleva immédiatement l'enthousiasme des pilotes, mais les problèmes de surchauffe du moteur étaient récurrents, conduisant à la suppression de la partie inférieure du capotage moteur pour un meilleur refroidissement.

## Variantes
Une version améliorée fut désignée Siemens-Schuckert D.IV.
Un prototype monoplan à aile parasol fut désigné E.IV (pour Eindecker, monoplan) puis D.VI. Un seul exemplaire fut terminé avant l'armistice, et deux autres après. Leur existence fut brève. Sur ordre de la commission d'armistice alliée, tous les avions de combat furent détruits, et la firme Siemens-Schuckert mit fin définitivement à ses activités aéronautiques.

## Operateurs
Empire allemand
- Luftstreitkräfte

 Suisse
Juste avant la fin de la guerre 3 pilotes allemands se posent en Suisse aux commandes de deux SSW D-III et d'un SSW D-IV. Un des D-III et le D-IV sont endommagés à l’atterrissage. Les trois avions sont internés. Les cellules et un moteur des appareils accidentés sont livrés à la France en 1919 et l'appareil en bon état est racheté à la France en 1920. Si les pilotes apprécient l'avion le manque de pièces de rechange le font réformer dès la fin de l'année 1922. Un des moteurs se trouve au Musée suisse des transports et l'autre au Musée du matériel aéronautique du service des aérodromes à Dübendorf.